# Bray-Saint-Aignan
Bray-Saint-Aignan est, depuis le 1er janvier 2017, une commune nouvelle française située dans le département du Loiret en région Centre-Val de Loire.
La commune est née du regroupement entre Bray-en-Val et Saint-Aignan-des-Gués.

## Géographie

### Climat
Pour des articles plus généraux, voir Climat du Centre-Val de Loire et Climat du Loiret.
En 2010, le climat de la commune est de type climat océanique dégradé des plaines du Centre et du Nord, selon une étude du CNRS s'appuyant sur une série de données couvrant la période 1971-2000. En 2020, Météo-France publie une typologie des climats de la France métropolitaine dans laquelle la commune est exposée à un climat océanique altéré et est dans la région climatique Centre et contreforts nord du Massif Central, caractérisée par un air sec en été et un bon ensoleillement.
Pour la période 1971-2000, la température annuelle moyenne est de 10,7 °C, avec une amplitude thermique annuelle de 15,7 °C. Le cumul annuel moyen de précipitations est de 705 mm, avec 11 jours de précipitations en janvier et 7,3 jours en juillet. Pour la période 1991-2020, la température moyenne annuelle observée sur la station météorologique de Météo-France la plus proche, sur la commune de Saint-Benoît-sur-Loire à 5 km à vol d'oiseau, est de 12,0 °C et le cumul annuel moyen de précipitations est de 687,0 mm,. Pour l'avenir, les paramètres climatiques de la commune estimés pour 2050 selon différents scénarios d'émission de gaz à effet de serre sont consultables sur un site dédié publié par Météo-France en novembre 2022.

## Urbanisme

### Typologie
Au 1er janvier 2024, Bray-Saint-Aignan est catégorisée commune rurale à habitat dispersé, selon la nouvelle grille communale de densité à sept niveaux définie par l'Insee en 2022.
Elle appartient à l'unité urbaine de Sully-sur-Loire, une agglomération intra-départementale regroupant six  communes, dont elle est une commune de la banlieue,,. La commune est en outre hors attraction des villes,.

### Occupation des sols
L'occupation des sols de la commune, telle qu'elle ressort de la base de données européenne d’occupation biophysique des sols Corine Land Cover (CLC), est marquée par l'importance des territoires agricoles (51,5 % en 2018), une proportion identique à celle de 1990 (52,3 %). La répartition détaillée en 2018 est la suivante : 
forêts (38 %), terres arables (31,4 %), prairies (14,1 %), zones agricoles hétérogènes (4,8 %), milieux à végétation arbustive et/ou herbacée (4,1 %), eaux continentales (3,7 %), zones urbanisées (2,6 %), cultures permanentes (1,2 %), espaces verts artificialisés, non agricoles (0,1 %).
L’évolution de l’occupation des sols de la commune et de ses infrastructures peut être observée sur les différentes représentations cartographiques du territoire : la carte de Cassini (XVIIIe siècle), la carte d'état-major (1820-1866) et les cartes ou photos aériennes de l'IGN pour la période actuelle (1950 à aujourd'hui).

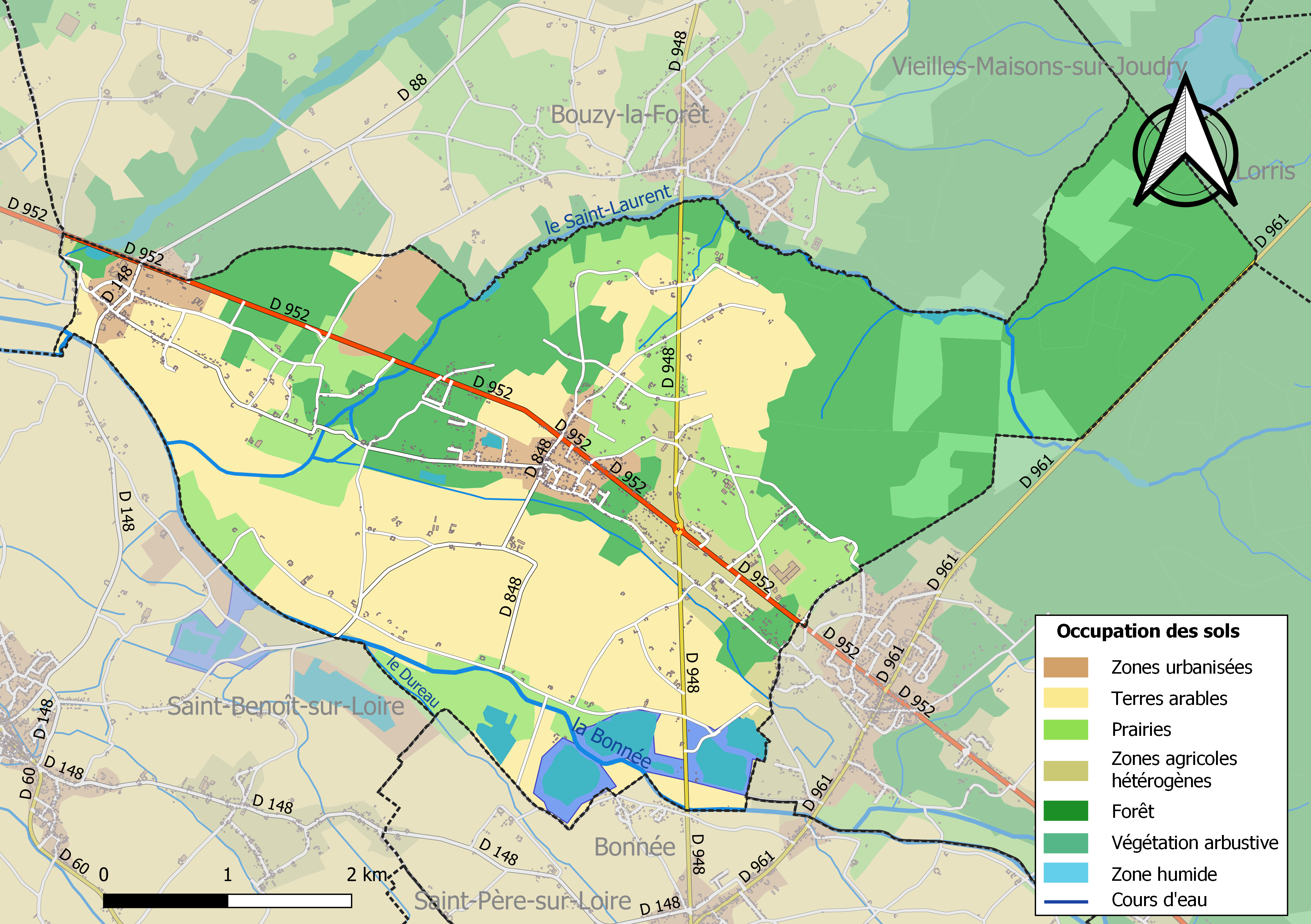
Carte des infrastructures et de l'occupation des sols de la commune en 2018 (CLC).
Carte orthophotographique de la commune en 2016.

## Histoire
La commune nouvelle regroupe les communes de Bray-en-Val et de Saint-Aignan-des-Gués, qui deviennent des communes déléguées, le 1er janvier 2017. Son chef-lieu se situe à Bray-en-Val.

## Politique et administration
| Nom                   | Code Insee | Intercommunalité   | Superficie (km2) | Population (dernière pop. légale) | Densité (hab./km2) |
| --------------------- | ---------- | ------------------ | ---------------- | --------------------------------- | ------------------ |
| Bray-en-Val (siège)   | 45051      | CC du Val de Sully | 22,32            | 1 414 (2014)                      | 63                 |
| Saint-Aignan-des-Gués | 45267      | CC du Val de Sully | 3,84             | 338 (2014)                        | 88                 |

### Liste des maires
| Période          | Période          | Identité            | Étiquette | Qualité        |
| ---------------- | ---------------- | ------------------- | --------- | -------------- |
| 1er janvier 2017 | 13 novembre 2018 | Luc Lefebvre        |           | Maire          |
| janvier 2019     | En cours         | Danielle Gressette, |           | ancienne cadre |